# 古尼奇
51°15′51″N 28°55′21″E / 51.26417°N 28.92250°E
古尼奇（烏克蘭語：Гуничі），是烏克蘭北部的村莊，隸屬日托米爾州的科羅斯滕區。該村始建於1648年，面積1.64平方公里，海拔高度147米，2001年人口429，人口密度每平方公里261.43人。